# Pavle Kenđelac
Pavle Kenđelac (másként: Pavle Kendjelac, magyarosan: Kengyélác Pál, Nagykikinda, 1766. – 1834. március 16.) bölcseleti s teológiai doktor, görögkeleti archimandrita.

## Élete
Középiskoláit Pozsonyban és az egyetemet Jenában végezte, ahol teológiai doktori oklevelet nyert. Ezután hazatért és szerzetes lett. Később archimandrita a Szent György kolostorban és Temes vármegye táblabírája is volt.

## Munkái
1. Jestestvoslovije. Buda, 1811 (Lénytan, természettan szerbül)
2. Vsemirnago sbytijaslovija. Uo. 1821 (Egyháztörténelem, csak I. kötete jelent meg)